# 早熟辛氏魚
早熟辛氏魚（学名：Schindleria praematura），又名早熟辛氏微體魚，为辛氏魚科辛氏微體魚屬(辛氏鳚屬)下的一个种。

## 流行文化
英国摇滚乐队是乐队于1971年发布的专辑《Fragile》有一首歌曲名为《The Fish (Schindleria Praematurus)》，早熟辛氏魚的拼写不正确，在该名称中插入了一个额外的音节 ('shine-duh-leer-ee-ah') 由歌手Jon Anderson演唱。 “The Fish”是该乐队贝斯手Chris Squire的昵称。